# Рашид Шемсединовић

Рашид Шемсединовић — Рале
(Београд, 11. јануар 1941 — Београд 14. новембар 2021)
био је југословенски и српски хокејаш на леду који је играо на позицији голмана.
Целокупну играчку каријеру која је у континуитету трајала од 1957. до 1988. провео је у југословенској лиги у дресу ХК Авала Београд, ОХК Београд Београд, ХК Партизан Београд, ХК Црвена звезда Београд, ХК Војводина Нови Сад. Са одиграних 335 утакмица у домаћем првенству и 53 за репрезентацију Југославије.
За сениорску репрезентацију Југославије играо је на:
Зимским олимпијским играма 1964. Инзбрук, Аустрија 
Светском првенству 1965. Тампере, Финска
Светском првенству 1966. Загреб, Југославија
Светском првенству 1974. Љубљана, Југославија
Оцењујући игру у шампионату 1969/70. Рале је заузео прво место међу голманима у идеалном тиму шампионата.
Рале је играо 32. године, а када је окачио клизаљке о клин имао 48 године и тако постао наш Стенли Метјуз.
По завршетку играчке каријере посветио се тренерском послу, где је такође имао успеха.
Тренирао је:
- Партизана (Београд)
- Војводину (Нови Сад)
- Спартака (Суботица)
- Таш-а (Београд)
- Репрезентацију Југославије
- Репрезентацију Србије

Удружење хокејашких тренера прогласило је Ралета за најуспешнијег тренера у сезонама 1997/98. и 2003/04.
Рале је био врстан спортиста. Играо је фудбал у Палилулцу, поседује и тренерску лиценцу Фудбалског савеза Србије, био је одличан стонотенисер и одбојкаш.
Породица Шемсединовић је спортска породица. Ралетов рођени брат Шемса — Буца такође био хокејаш, важио за играча са најјачим шутем. Традицију је наставио син Борис који је играо бека и наступао за У18, У20 и сениорску репрезентацију у хокеју на леду. Стасали су унуци Алекса и Коста који су, мало „изневерили” деду, изабрали су други спорт ватерполо.
Колики је углед уживао, као човек и играч, Рашид Шемсединовић казује и то да му је београдска СОФКА доделила стан на Новом Београду, и да је једини хокејаш коме је припала та част.

## Играчка каријера
Развојни пут креће од ХК Авале из Београда 1957. године, када је имао шеснаест година. И ако је био добар клизач стао је између статива.
То је био други део Партизане, а имали су истог тренера, који је тренирао и Партизан и Авалу. ХК Авала се такмичила у другој лиги.
Када се Авала расформирала Руди Рено је видео квалитете „Ралета” и тако се нашао у ОХК Београд. Ту, практично почиње „Ралетова” права спортска каријера.
Једну годину играо је за јуниорску селекцију, а уједно и за први тим ОХК Београда. У сезони 1962/63. ОХК Београд је освојио друго место, испред Љубљане, Партизана, Медвешчака прва је била Јесеница.
Хокејашку азбуку учио је код Рудија Реноа. Пољски тренер Петер Зенон је најзаслужнији за Ралетову каријеру, који је сагледао његове квалитете и недостатке и максимално се ангажовао да квалитете унапреди, а недостатке отклони. Уз таквог тренера, велике воље, упорности и таленат који је имао, израстао је у вансеријског голмана у хокеју на леду Архивирано на веб-сајту  (4. јул 2019). Рашид Шемсединовић постао је један од најбољих голмана у хокеју на леду Архивирано на веб-сајту  (4. јул 2019) са ових простора свих времена.
Славни књижевник Владимир Набоков написао је да је голман „усамљени орао, мистериозни човек и последњи бранитељ”, као да је описао Ралета.
Голмани су чудан, често неразумљив сој. Нападачи могу да погреше и више пута и да то не мења резултат. Када голмани погреше само једном у току утакмице, то мења резултат.
Неколико пута је био теже повређен. Оба менискуса је оперисао, ломио шест прстију на рукама, али се увек враћао хокеју.
- Опрема голмана у хокеју на леду 60-тих, 70-тих година
- Голмански простор
- Гол у хокеју на леду
висина 122 цм. ширина 183 цм.
- Клизаљке играча у пољу
- Штап лево користе играчи у пољу, а десно голман.
- Кацига коју носе данашњи голмани

Током своје каријере играо је за:
| \| Сезона \| Клуб \| Клуб \| \| 1957—1959 \| \| Авала,[њ] Београд \| \| 1959—1966 \| \| ОХК Београд[о], Београд \| \| 1966—1984 \| \| Партизан, Београд \| \| 1984—1986 \| \| Црвена звезда, Београд \| \| 1986—1987 \| \| Војводина, Нови Сад \| \| 1987—1988 \| \| Црвена звезда, Београд \| \| Прволигашких утакмица: 305 \| \| \| \| Друголигашких утакмица: 30 \| \| \| \| Укупно: 335 \| \| \| |      |                        |
| Сезона | Клуб | Клуб                   |
| 1957—1959 |      | Авала, Београд         |
| 1959—1966 |      | ОХК Београд, Београд   |
| 1966—1984 |      | Партизан, Београд      |
| 1984—1986 |      | Црвена звезда, Београд |
| 1986—1987 |      | Војводина, Нови Сад    |
| 1987—1988 |      | Црвена звезда, Београд |
| Прволигашких утакмица: 305 |      |                        |
| Друголигашких утакмица: 30 |      |                        |
| Укупно: 335 |      |                        |

На питање новинара шта га је толико дуго година задржало у хокеју, Шемсединовић каже:
Када сам почео да се бавим хокејом давне 1957. године себи сам дао задатак да морам
да успем у том спорту, да не будем епизодиста. Зато сам цео свој живот посветио спорту.
А, требало је само издржати зиму на Ташмајдану. Кроз каријеру сам можда пропустио три или четири тренинга.
Тренирао сам три пута дневно, било је и индивидуалних тренинга.
На питање новинара коју утакмицу памти у богатој каријери, изјавио:
Вероватно сам најбољи меч одиграо у дресу Партизана давне 1968. године против Олимпије.
Вратио сам се из војске, а из Јесеница су у Олимпију прешла четири феноменална играча.
За тај трансфер су добили по аутомобил, што је у оно време било незамисливо.
Та екипа Олимпије је била много јака, прозвали су је „Супер тим”.
Међутим, на Ташмајдану смо успели да их победимо са 3:2,а сутрадан је у новинама освануо наслов
"Шемсединовић зауставио Супер тим".